# Кардиналан број
Кардиналан број коначног скупа је број елемената скупа. У случају бесконачних скупова кардиналан број се може дефинисати као врста бесконачног скупа у који се дати скуп може пресликати са бијекцијом.
Врсте бесконачних скупова су такође познате као степени бесконачности од којих постоје два који су од посебног интереса
- {\displaystyle \aleph _{0}} (алеф нула) - степен бесконачности скупа природних бројева
- {\displaystyle c\,} - или континуум, степен бесконачности скупа реалних бројева

Скупови са кардиналним бројем {\displaystyle \aleph _{0}} се такође зову пребројивим скуповима. Интуитивно, елементи пребројивог скупа {\displaystyle S\,} се могу поређати помоћу бијекције на скуп природних бројева, тј. {\displaystyle S=\lbrace a_{1},a_{2},a_{3},...\rbrace \,}.
Теорија бројева и концепт бесконачности садрже доста резултата који се противе интуицији и делују изненађујуће за лаике нпр. скуп парних бројева {\displaystyle P\,} је пребројив тј има „исти“ број елемената као скуп свих природних бројева {\displaystyle N\,}. Овај резултат лаички делује изненађујуће пошто на први поглед изгледа да постоји двоструко више природних бројева него парних, али се може једноставно доказати преко бијекције {\displaystyle f:n\mapsto 2n} којом се парни бројеви могу поређати у {\displaystyle \lbrace 2,4,6,...\rbrace \,}.
Георг Кантор је формулисао хипотезу континуума која тврди да не постоји кардиналан број између {\displaystyle \aleph _{0}} и континуума, тј. {\displaystyle \aleph _{1}=c}.
За дати скуп {\displaystyle S\,} можемо дефинисати кардиналан број скупа свих подскупова {\displaystyle S\,} као {\displaystyle 2^{S}\,}. Кардинални бројеви {\displaystyle \aleph _{0}} и {\displaystyle \aleph _{1}} су повезани преко једначине {\displaystyle \aleph _{1}=2^{\aleph _{0}}}. Генерализована хипотеза континуума тврди {\displaystyle \aleph _{n+1}=2^{\aleph _{n}}}.